# Paradoxe des boîtes de Bertrand
Pour les articles homonymes, voir Bertrand.
Ne doit pas être confondu avec Paradoxe de Bertrand.
Le paradoxe des boîtes de Bertrand est un problème en théorie des probabilités. Il a été décrit  pour la première fois par Joseph Bertrand dans son ouvrage Calcul des Probabilités de 1889.

## Énoncé
Soit trois boîtes :
1. une boîte contenant deux médailles d'or,
2. une boîte contenant deux médailles d'argent,
3. une boîte contenant une médaille d'or et une médaille d'argent.

Le problème consiste à sélectionner une boîte, à y tirer une des deux médailles au hasard puis, si la médaille tirée est en or, à calculer la probabilité que la seconde médaille tirée de la même boîte soit également une médaille en or.
Intuitivement, il pourrait sembler que la probabilité que la médaille restante soit en or est de 1/2 : mais elle est en réalité de 2/3. Ce paradoxe est un biais d'équiprobabilité.
Cette énigme simple mais contre-intuitive est utilisée comme exemple dans l'enseignement de la théorie des probabilités. La solution illustre certains principes de base, notamment les axiomes de Kolmogorov.

## Solution

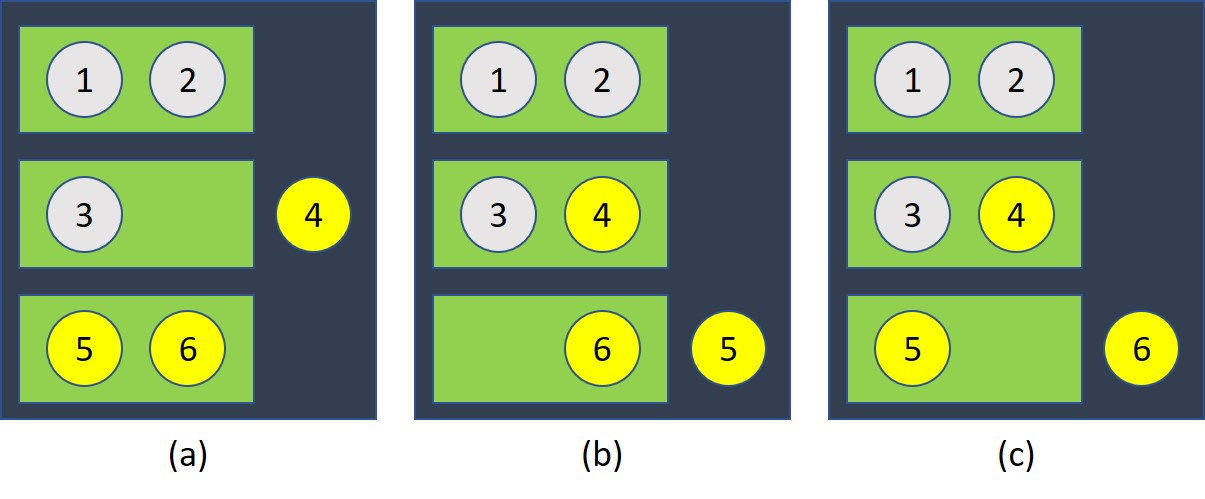
Présentation des trois résultats équiprobables après le premier tirage d'une médaille d'or. La probabilité de tirer une autre médaille d'or de la même boîte est de 0 en (a), et de 1 en (b) et (c). Ainsi, la probabilité globale de tirer une médaille d'or lors du deuxième tirage est de 0/3 + 1/3 + 1/3 = 2/3.

Le problème peut être reformulé en décrivant les boîtes comme ayant chacune un tiroir sur chacun des deux côtés. Chaque tiroir contient une médaille. une boîte contient une médaille d'or de chaque côté (OO), une autre contient une médaille d'argent de chaque côté (AA) et la dernière contient une médaille d'or d'un côté et une médaille d'argent de l'autre (OA). On choisit une boîte, on ouvre un tiroir au hasard et on y trouve une médaille d'or. Quelle est la probabilité que la médaille de l'autre côté soit aussi en or ?
Le raisonnement erroné suivant semble donner une probabilité de 1/2 :
1. Au départ, les trois boîtes avaient la même probabilité d'être choisies.
2. La boîte choisie ne peut pas être la boîte AA.
3. Il doit donc s'agir de la boîte OO ou OA.
4. Ces deux possibilités (correspondant aux deux boîtes restantes) sont équiprobables. Ainsi, la probabilité que la boîte soit OO et donc que la deuxième médaille soit également en or est de 1/2.

L'erreur se situe dans la dernière étape. Alors qu'au départ ces deux possibilités étaient effectivement équiprobables, le fait qu'on ait déjà trouvé une médaille d'or implique qu'elles ne le sont plus.
1. La probabilité que la boîte OO révèle une médaille d'or est de 1.
2. La probabilité que AA révèle une médaille d'or est de 0.
3. La probabilité que OA révèle une médaille d'or est de 1/2.

Initialement, OO, AA et OA sont équiprobables  {\displaystyle \left(\mathrm {i.e.,P(OO)=P(AA)=P(OA)} ={\frac {1}{3}}\right)}.
Par conséquent, selon le théorème de Bayes, la probabilité conditionnelle que la boîte choisie soit OO, sachant que nous avons déjà révélé une médaille d'or, est la suivante :
{\displaystyle \mathrm {P(OO\mid voit\ or)={\frac {P(voit\ or\mid OO)\times {\frac {1}{3}}}{P(voit\ or\mid OO)\times {\frac {1}{3}}+P(voit\ or\mid AA)\times {\frac {1}{3}}+P(voit\ or\mid OA)\times {\frac {1}{3}}}}} ={\frac {\frac {1}{3}}{\frac {1}{3}}}\times {\frac {1}{1+0+{\frac {1}{2}}}}={\frac {2}{3}}}
La réponse correcte de 2/3 peut également être obtenue de la manière suivante :
1. Au départ, les six médailles ont la même probabilité d'être choisies.
2. La médaille choisie ne peut pas provenir du tiroir A de la boîte OA, ni d'aucun tiroir de la boîte AA.
3. Elle doit donc provenir du tiroir O de la boîte OA ou de l'un des deux tiroirs de la boîte OO.
4. Les trois  possibilités restantes (correspondant aux 3 tiroirs)  étant équiprobables, la probabilité que le tiroir provienne de la boîte OO est de 2/3.